# JDS Oyashio
Pour les articles homonymes, voir Oyashio (homonymie).
Le JDS Oyashio (SS-590) est un sous-marin d'attaque de classe Oyashio de la Force maritime d'autodéfense japonaise. C'est le navire de tête des onze navires de cette classe construit entre 1994 et 2008.

## Électronique
- 1 radar de veille surface JRC ZPS-6
- 1 sonar actif/passif d’attaque Oki ZQQ-5B
- 1 sonar passif remorqué ZQR-1
- 1 contrôle d’armes SMCS TFCS
- 1 détecteur radar ZLR-7